# Cosmarium aphanichondrum
Cosmarium aphanichondrum là một loài Song tinh tảo trong họ Desmidiaceae, thuộc chi Cosmarium.